# Expedició normanda de 859
Entre l'any 859 i 862 va tenir lloc l'expedició normanda de la Mediterrània, un dels atacs vikings més espectaculars. Björn Järnsida i Hasting varen comandar una flota de seixanta-dos vaixells que resseguint la península Ibèrica s'internà a la Mediterrània i arribà fins a la península Itàlica, saquejant multitud de ciutats i obtenint un important botí, tot i que només pogueren tornar vint de les naus que havien partit.
La incursió començà per Galícia, amb l'assalt d'Iria Flavia i el setge de Sant Jaume de Compostel·la, on foren rebutjats, després saquejaren Al-Jazira al-Khadrà i travessaren l'estret de Gibraltar assolant la ciutat de Nador, el castell d'Oriola i les illes de Mallorca, Formentera i Menorca, on feren importants estralls. Durant l'hivern es varen establir a la Camarga i van saquejar la vall del Roine, apoderant-se, al Rosselló, d'Elna, Santa Maria d'Arles, Sant Genís de Fontanes i assolant Empúries, arribant, potser, fins a Banyoles.
A la primavera de l'any 860 tornaren a assolar la vall del Roine, atacant Valença, després navegaren cap a l'est, destruint la ciutat de Luna, al nord d'Itàlia, Fiesole, Pisa i Florència.
El 861, de tornada, foren rebutjats de nou per la flota andalusina, que va destruir dues naus normandes. En el camí de tornada a casa, on només vint de les naus originals va retornar, varen saquejar Pamplona, on varen aconseguir capturar el rei de Pamplona Garcia I i alliberar-lo a canvi d'un gran rescat.
L'expedició va ser la més audaç i de llarg abast a la Mediterrània amb l'objectiu de saquejar basant-se en la velocitat i la sorpresa. Per això quan es trobaven resistència real l'abandonaven per buscar objectius més fàcils.